# Lux
Các ý nghĩa khác xem thêm Lux (định hướng).
Lux (ký hiệu: lx) là đơn vị đo độ rọi trong SI. Nó được sử dụng trong trắc quang học để đánh giá cường độ ánh sáng cảm nhận được. Đây là một đơn vị dẫn xuất trong SI, nghĩa là nó được định nghĩa từ các đơn vị "cơ bản" hơn. Cụ thể, đo độ rọi bằng quang thông trên diện tích:
1 lx = 1 lm/m²
Đơn vị đo quang thông trong SI, lumen, lại là một đơn vị dẫn xuất nên:
1 lx = 1 cd sr / m²)

## Định nghĩa
1 lux là độ rọi có được của một bề mặt có diện tích 1 mét vuông có thông lượng  chiếu sáng 1 lumen.

## Các ước số-bội số trong SI

### Các tiền tố kết hợp với đơn vị lux
| Tiền tố | Kết hợp với đơn vị lux | Giá trị     | Cách đọc bội sô |
| ------- | ---------------------- | ----------- | --------------- |
| Y       | Ylx                    | 1 × 1024 lx | Yôtalux         |
| Z       | Zlx                    | 1 × 1021 lx | Zêtalux         |
| E       | Elx                    | 1 × 1018 lx | Êxalux          |
| P       | Plx                    | 1 × 1015 lx | Pêtalux         |
| T       | Tlx                    | 1 × 1012 lx | Têralux         |
| G       | Glx                    | 1 × 109 lx  | Gigalux         |
| M       | Mlx                    | 1 × 106 lx  | Mêgalux         |
| k       | klx                    | 1 × 103 lx  | kilôlux         |
| h       | hlx                    | 1 × 102 lx  | héctôlux        |
| da      | dalx                   | 1 × 101 lx  | đêcalux         |

| Tiền tố | Kết hợp với đơn vị lux | Giá trị      | Cách đọc ước sô |
| ------- | ---------------------- | ------------ | --------------- |
| d       | dlx                    | 1 × 10−1 lx  | đêxilux         |
| c       | clx                    | 1 × 10−2 lx  | xentilux        |
| m       | mlx                    | 1 × 10−3 lx  | mililux         |
| μ       | μlx                    | 1 × 10−6 lx  | micrôlux        |
| n       | nlx                    | 1 × 10−9 lx  | nanôlux         |
| p       | plx                    | 1 × 10−12 lx | picôlux         |
| f       | flx                    | 1 × 10−15 lx | femtôlux        |
| a       | alx                    | 1 × 10−18 lx | atôlux          |
| z       | zlx                    | 1 × 10−21 lx | zeptôlux        |
| y       | ylx                    | 1 × 10−24 lx | yóctôlux        |

#### Bảng chuyển đổi giá trị giữa các ước số-bội số khác nhau
| Các bội số-ước số | Ylx       | Zlx       | Elx       | Plx       | Tlx       | Glx       | Mlx       | klx       | hlx       | dalx      | lx        | dlx       | clx       | mlx       | μlx       | nlx       | plx       | flx      | alx      | zlx      | ylx      |
| ----------------- | --------- | --------- | --------- | --------- | --------- | --------- | --------- | --------- | --------- | --------- | --------- | --------- | --------- | --------- | --------- | --------- | --------- | -------- | -------- | -------- | -------- |
| 1 Ylx             | 1         | 1 × 103   | 1 × 106   | 1 × 109   | 1 × 1012  | 1 × 1015  | 1 × 1018  | 1 × 1021  | 1 × 1022  | 1 × 1023  | 1 × 1024  | 1 × 1025  | 1 × 2626  | 1 × 1027  | 1 × 1030  | 1 × 1033  | 1 × 1036  | 1 × 1039 | 1 × 1042 | 1 × 1045 | 1 × 1048 |
| 1 Zlx             | 1 × 10−3  | 1         | 1 × 103   | 1 × 106   | 1 × 109   | 1 × 1012  | 1 × 1015  | 1 × 1018  | 1 × 1019  | 1 × 1020  | 1 × 1021  | 1 × 1022  | 1 × 1023  | 1 × 2624  | 1 × 1027  | 1 × 1030  | 1 × 1033  | 1 × 1036 | 1 × 1039 | 1 × 1042 | 1 × 1045 |
| 1 Elx             | 1 × 10−6  | 1 × 10−3  | 1         | 1 × 103   | 1 × 106   | 1 × 109   | 1 × 1012  | 1 × 1015  | 1 × 1016  | 1 × 1017  | 1 × 1018  | 1 × 1019  | 1 × 1020  | 1 × 1021  | 1 × 2624  | 1 × 1027  | 1 × 1030  | 1 × 1033 | 1 × 1036 | 1 × 1039 | 1 × 1042 |
| 1 Plx             | 1 × 10−9  | 1 × 10−6  | 1 × 10−3  | 1         | 1 × 103   | 1 × 106   | 1 × 109   | 1 × 1012  | 1 × 1013  | 1 × 1014  | 1 × 1015  | 1 × 1016  | 1 × 1017  | 1 × 1018  | 1 × 1021  | 1 × 2624  | 1 × 1027  | 1 × 1030 | 1 × 1033 | 1 × 1036 | 1 × 1039 |
| 1 Tlx             | 1 × 10−12 | 1 × 10−9  | 1 × 10−6  | 1 × 10−3  | 1         | 1 × 103   | 1 × 106   | 1 × 109   | 1 × 1010  | 1 × 1011  | 1 × 1012  | 1 × 1013  | 1 × 1014  | 1 × 1015  | 1 × 1018  | 1 × 1021  | 1 × 2624  | 1 × 1027 | 1 × 1030 | 1 × 1033 | 1 × 1036 |
| 1 Glx             | 1 × 10−15 | 1 × 10−12 | 1 × 10−9  | 1 × 10−6  | 1 × 10−3  | 1         | 1 × 103   | 1 × 106   | 1 × 107   | 1 × 108   | 1 × 109   | 1 × 1010  | 1 × 1011  | 1 × 1012  | 1 × 1015  | 1 × 1018  | 1 × 1021  | 1 × 2624 | 1 × 1027 | 1 × 1030 | 1 × 1033 |
| 1 Mlx             | 1 × 10−18 | 1 × 10−15 | 1 × 10−12 | 1 × 10−9  | 1 × 10−6  | 1 × 10−3  | 1         | 1 × 103   | 1 × 104   | 1 × 105   | 1 × 106   | 1 × 107   | 1 × 108   | 1 × 109   | 1 × 1012  | 1 × 1015  | 1 × 1018  | 1 × 1021 | 1 × 2624 | 1 × 1027 | 1 × 1030 |
| 1 klx             | 1 × 10−21 | 1 × 10−18 | 1 × 10−15 | 1 × 10−12 | 1 × 10−9  | 1 × 10−6  | 1 × 10−3  | 1         | 1 × 101   | 1 × 102   | 1 × 103   | 1 × 104   | 1 × 105   | 1 × 106   | 1 × 109   | 1 × 1012  | 1 × 1015  | 1 × 1018 | 1 × 1021 | 1 × 2624 | 1 × 1027 |
| 1 hlx             | 1 × 10−22 | 1 × 10−19 | 1 × 10−16 | 1 × 10−13 | 1 × 10−10 | 1 × 10−7  | 1 × 10−4  | 1 × 10−1  | 1         | 1 × 101   | 1 × 102   | 1 × 103   | 1 × 104   | 1 × 105   | 1 × 108   | 1 × 1011  | 1 × 1014  | 1 × 1017 | 1 × 1020 | 1 × 1023 | 1 × 1026 |
| 1 dalx            | 1 × 10−23 | 1 × 10−20 | 1 × 10−17 | 1 × 10−14 | 1 × 10−11 | 1 × 10−8  | 1 × 10−5  | 1 × 10−2  | 1 × 10−1  | 1         | 1 × 101   | 1 × 102   | 1 × 103   | 1 × 104   | 1 × 107   | 1 × 1010  | 1 × 1013  | 1 × 1016 | 1 × 1019 | 1 × 1022 | 1 × 1025 |
| 1 lx              | 1 × 10−24 | 1 × 10−21 | 1 × 10−18 | 1 × 10−15 | 1 × 10−12 | 1 × 10−9  | 1 × 10−6  | 1 × 10−3  | 1 × 10−2  | 1 × 10−1  | 1 × 100   | 1 × 101   | 1 × 102   | 1 × 103   | 1 × 106   | 1 × 109   | 1 × 1012  | 1 × 1015 | 1 × 1018 | 1 × 1021 | 1 × 1024 |
| 1 dlx             | 1 × 10−25 | 1 × 10−22 | 1 × 10−19 | 1 × 10−16 | 1 × 10−13 | 1 × 10−10 | 1 × 10−7  | 1 × 10−4  | 1 × 10−3  | 1 × 10−2  | 1 × 10−1  | 1         | 1 × 101   | 1 × 102   | 1 × 105   | 1 × 108   | 1 × 1011  | 1 × 1014 | 1 × 1017 | 1 × 1020 | 1 × 1023 |
| 1 clx             | 1 × 10−26 | 1 × 10−23 | 1 × 10−20 | 1 × 10−17 | 1 × 10−14 | 1 × 10−11 | 1 × 10−8  | 1 × 10−5  | 1 × 10−4  | 1 × 10−3  | 1 × 10−2  | 1 × 10−1  | 1         | 1 × 101   | 1 × 104   | 1 × 107   | 1 × 1010  | 1 × 1013 | 1 × 1016 | 1 × 1019 | 1 × 1022 |
| 1 mlx             | 1 × 10−27 | 1 × 10−24 | 1 × 10−21 | 1 × 10−18 | 1 × 10−15 | 1 × 10−12 | 1 × 10−9  | 1 × 10−6  | 1 × 10−5  | 1 × 10−4  | 1 × 10−3  | 1 × 10−2  | 1 × 10−1  | 1         | 1 × 103   | 1 × 106   | 1 × 109   | 1 × 1012 | 1 × 1015 | 1 × 1018 | 1 × 1021 |
| 1 μlx             | 1 × 10−30 | 1 × 10−27 | 1 × 10−23 | 1 × 10−21 | 1 × 10−18 | 1 × 10−15 | 1 × 10−12 | 1 × 10−9  | 1 × 10−8  | 1 × 10−7  | 1 × 10−6  | 1 × 10−5  | 1 × 10−4  | 1 × 10−3  | 1         | 1 × 103   | 1 × 106   | 1 × 109  | 1 × 1012 | 1 × 1015 | 1 × 1018 |
| 1 nlx             | 1 × 10−33 | 1 × 10−30 | 1 × 10−27 | 1 × 10−24 | 1 × 10−21 | 1 × 10−18 | 1 × 10−15 | 1 × 10−12 | 1 × 10−11 | 1 × 10−10 | 1 × 10−9  | 1 × 10−8  | 1 × 10−7  | 1 × 10−6  | 1 × 10−3  | 1         | 1 × 103   | 1 × 106  | 1 × 109  | 1 × 1012 | 1 × 1015 |
| 1 plx             | 1 × 10−36 | 1 × 10−33 | 1 × 10−30 | 1 × 10−27 | 1 × 10−24 | 1 × 10−21 | 1 × 10−18 | 1 × 10−15 | 1 × 10−14 | 1 × 10−13 | 1 × 10−12 | 1 × 10−11 | 1 × 10−10 | 1 × 10−9  | 1 × 10−6  | 1 × 10−3  | 1         | 1 × 103  | 1 × 106  | 1 × 109  | 1 × 1012 |
| 1 flx             | 1 × 10−39 | 1 × 10−36 | 1 × 10−33 | 1 × 10−30 | 1 × 10−27 | 1 × 10−24 | 1 × 10−21 | 1 × 10−18 | 1 × 10−17 | 1 × 10−16 | 1 × 10−15 | 1 × 10−14 | 1 × 10−13 | 1 × 10−12 | 1 × 10−9  | 1 × 10−6  | 1 × 10−3  | 1        | 1 × 103  | 1 × 106  | 1 × 109  |
| 1 alx             | 1 × 10−42 | 1 × 10−39 | 1 × 10−36 | 1 × 10−33 | 1 × 10−30 | 1 × 10−27 | 1 × 10−24 | 1 × 10−23 | 1 × 10−22 | 1 × 10−21 | 1 × 10−20 | 1 × 10−19 | 1 × 10−18 | 1 × 10−15 | 1 × 10−12 | 1 × 10−9  | 1 × 10−6  | 1 × 10−3 | 1        | 1 × 103  | 1 × 106  |
| 1 zlx             | 1 × 10−45 | 1 × 10−42 | 1 × 10−39 | 1 × 10−36 | 1 × 10−33 | 1 × 10−30 | 1 × 10−27 | 1 × 10−24 | 1 × 10−23 | 1 × 10−22 | 1 × 10−21 | 1 × 10−20 | 1 × 10−19 | 1 × 10−18 | 1 × 10−15 | 1 × 10−12 | 1 × 10−9  | 1 × 10−6 | 1 × 10−3 | 1        | 1 × 103  |
| 1 ylx             | 1 × 10−48 | 1 × 10−45 | 1 × 10−42 | 1 × 10−39 | 1 × 10−36 | 1 × 10−33 | 1 × 10−30 | 1 × 10−27 | 1 × 10−26 | 1 × 10−25 | 1 × 10−24 | 1 × 10−23 | 1 × 10−22 | 1 × 10−21 | 1 × 10−18 | 1 × 10−15 | 1 × 10−12 | 1 × 10−9 | 1 × 10−6 | 1 × 10−3 | 1        |

## Giải thích
Nó là tương đương với 1 lumen trên m².
- Ánh sáng Mặt Trời trung bình trong ngày có độ rọi dao động trong khoảng 32.000 (32 klx) tới 100.000 lux (100 klx)
- Các trường quay truyền hình được chiếu sáng với độ rọi khoảng 1.000 lux (1 klx)
- Một văn phòng sáng sủa có độ rọi khoảng 400 lux
- Vào thời điểm hoàng hôn và bình minh, ánh sáng ngoài trời cũng có độ rọi khoảng 400 lux (nếu trời trong xanh).
- Ánh sáng phản chiếu từ Mặt Trăng có độ rọi khoảng 1 lux
- Ánh sáng từ các ngôi sao có độ rọi khoảng 0,00005 lux (= 50 μlx)

Chú ý:Unicode có ký hiệu cho "lx": (㏓), nhưng nó chỉ là mã kế thừa để thích hợp với các trang mã cũ trong một số ngôn ngữ châu Á, và nó không được khuyến khích sử dụng trong bất kỳ ngôn ngữ nào ngày nay.

### Lux và lumen
Khác biệt giữa lux và lumen là lux tính theo diện tích mà thông lượng chiếu sáng bao phủ. Ví dụ 1.000 lumen, tập trung trong một diện tích 1 m², sẽ chiếu sáng diện tích này với độ rọi 1.000 lux. Cùng 1.000 lumen này, khi trải rộng trên diện tích 10 m², sẽ tạo ra sự chiếu rọi mờ hơn, chỉ bằng 100 lux.
Việc đạt được độ rọi 500 lux là có thể trong nhà bếp với một ngọn đèn huỳnh quang đặt cố định có công suất 12.000 lumen. Để chiếu sáng sàn xí nghiệp với diện tích gấp hàng chục/trăm lần nhà bếp thì người ta cần phải có hàng chục/trăm đèn như vậy. Vì thế, việc chiếu sáng một diện tích lớn hơn mà có cùng một giá trị độ rọi thì cần phải có nhiều lumen hơn.

### Quan hệ giữa độ rọi và công suất
Độ rọi không phải là phép đo trực tiếp của năng lượng ánh sáng, mà nó là sự cảm nhận của mắt người. Vì thế, hệ số chuyển đổi sẽ thay đổi theo thành phần bước sóng hay nhiệt độ màu của ánh sáng. Ở bước sóng 555 nm, khoảng trung gian của quang phổ thì 1 lux tương đương với 1,46 mW/m².

## Các đơn vị trắc quang trong SI
| Các đơn vị trắc quang trong SI | Các đơn vị trắc quang trong SI | Các đơn vị trắc quang trong SI | Các đơn vị trắc quang trong SI | Các đơn vị trắc quang trong SI                                                  |
| Đại lượng                      | Ký hiệu                        | Đơn vị SI                      | Viết tắt                       | Ghi chú                                                                         |
| ------------------------------ | ------------------------------ | ------------------------------ | ------------------------------ | ------------------------------------------------------------------------------- |
| Năng lượng chiếu sáng          | Qv                             | lumen giây                     | lm·s                           | đơn vị này đôi khi được gọi là Talbot                                           |
| Thông lượng chiếu sáng         | F                              | lumen (= cd·sr)                | lm                             | còn gọi là công suất chiếu sáng                                                 |
| Cường độ chiếu sáng            | Iv                             | candela (= lm/sr)              | cd                             |                                                                                 |
| Độ chói                        | Lv                             | candela / m2                   | cd/m2                          | còn gọi là độ sáng                                                              |
| Độ rọi                         | Ev                             | lux (= lm/m2)                  | lx                             | Được sử dụng cho ánh sáng tới trên bề mặt                                       |
| Độ phát sáng                   | Mv                             | lux (= lm/m2)                  | lx                             | Được sử dụng cho ánh sáng phát ra từ bề mặt                                     |
| Hệ số chiếu sáng               |                                | lumen / watt                   | lm/W                           | Tỷ số của thông lượng chiếu sáng với thông lượng bức xạ, tối đa có thể bằng 683 |

## Các đơn vị phi-SI của độ rọi
- phút nến
- phốt (=10 klx)
- nox (=1 mlx)